# Circle the Wagons
Circle the Wagons – czternasta płyta norweskiego zespołu Darkthrone. Wydana została 5 kwietnia 2010 roku przez wytwórnię płytową Peaceville.
Płyta powstawała i została nagrana w latach 2008-2009. Produkcją zajął się sam zespół.

## Lista utworów
| Nr | Tytuł utworu                            | Słowa          | Muzyka         | Długość |
| -- | --------------------------------------- | -------------- | -------------- | ------- |
| 1. | „Those Treasures Will Never Befall You” | Fenriz         | Fenriz         | 4:21    |
| 2. | „Running for Borders”                   | Nocturno Culto | Nocturno Culto | 4:04    |
| 3. | „I am the Graves of the 80s”            | Fenriz         | Fenriz         | 3:07    |
| 4. | „Stylized Corpse”                       | Nocturno Culto | Nocturno Culto | 7:33    |
| 5. | „Circle the Wagons”                     | Fenriz         | Fenriz         | 2:46    |
| 6. | „Black Mountain Totem”                  | Fenriz         | Nocturno Culto | 5:36    |
| 7. | „I am the Working Class”                | Fenriz         | Fenriz         | 5:08    |
| 8. | „Eyes Burst at Dawn”                    | Nocturno Culto | Nocturno Culto | 3:49    |
| 9. | „Bränn inte slottet”                    | Fenriz         | Fenriz         | 4:37    |
|    |                                         |                |                | 41:01   |

## Twórcy
- Ted "Nocturno Culto" Skjellum – śpiew, gitara, gitara basowa
- Gylve "Fenriz" Nagell – perkusja, śpiew
- Dennis Dread – okładka albumu
- Einar Sjursø – oprawa graficzna albumu

## Listy sprzedaży
| Lista       | Kraj     | Pozycja |
| ----------- | -------- | ------- |
| VG-Lista    | Norwegia | 23      |
| IFPI Greece | Grecja   | 35      |